# Peter Bichsel
Pour l’article homonyme, voir Lian Bichsel.
Peter Bichsel, né le 24 mars 1935 à Lucerne et mort le 15 mars 2025 à Zuchwil, est un écrivain et journaliste suisse de langue allemande.

## Biographie

### Origines et famille
Peter Bichsel naît le 24 mars 1935 à Lucerne. Il est originaire de Busswil bei Melchnau, dans le canton de Berne.
Son père, Willi Bichsel, maître peintre, travaille aux CFF ; sa mère est née Lina Schär.
Il épouse Maria Theresia Spörri en 1956.

### Enfance, études et parcours professionnel
Peter Bichsel passe son enfance à Olten, dans le canton de Soleure. Il obtient un brevet d'instituteur à Soleure en 1955, puis enseigne au niveau primaire jusqu'en 1968, d'abord à Lommiswil puis à Zuchwil. Il vit ensuite de sa plume.
Il est conseiller personnel du conseiller fédéral Willi Ritschard de 1973 à 1980. Il rédige à ce titre certains de ses discours.
Il écrit des chroniques dans divers journaux, notamment dans la Weltwoche, le Tages Anzeiger et la Schweizer Illustrierte.

### Parcours littéraire
Peter Bichsel se fait connaître à l'étranger par les récits faussement idylliques d'Eigentlich möchte Frau Blum den Milchmann kennenlernen (1964 ; Le laitier, 1967).
En Suisse, ses œuvres littéraires, comme Kindergeschichten (1969 ; Histoires enfantines, 1971), Der Busant (1985) et Cherubin Hammer und Cherubin Hammer (1999), ont moins marqué que ses essais critiques et ses éditoriaux, repris dans Des Schweizers Schweiz (1969 ; La Suisse du Suisse, 1970) et Geschichten zur falschen Zeit (1979 ; Histoires anachroniques, 1981).
Son style, simple et concis, lui permet de souligner de manière originale les banalités du quotidien petit-bourgeois.
Il est l'un des fondateurs du Groupe d'Olten en 1971 et à l'origine des Journées littéraires de Soleure en 1978.

### Mort
Peter Bichsel meurt le 15 mars 2025 dans une maison de retraite à Zuchwil, dans le canton de Soleure, à l'âge de 89 ans.

## Publications
(mars 2025).
- Versuche über Gino (1960)
- Eigentlich möchte Frau Blum den Milchmann kennenlernen (1964) - Le laitier (Gallimard, 1967 puis L'Âge d'Homme, 1990)
- Die Jahreszeiten (1967) - Les saisons (Gallimard, 1970)
- Kindergeschichten (1969) - Histoires enfantines (Gallimard, 1971 puis Le Nouvel Attila, 2014)
- Des Schweizers Schweiz (1969) - La Suisse du Suisse (L'Âge d'homme, 1970)
- Inhaltsangabe der Langeweile (Hörspiel, 1971)
- Geschichten zur falschen Zeit (Kolumnen, 1979) - Histoires anachroniques (Actes Sud, 2008)
- Der Leser (1982)
- Schulmeistereien (1985)
- Der Busant (récits, 1985)
- Irgendwo anderswo (1986)
- Möchten Sie Mozart gewesen sein ? (1990)
- Im Gegenteil (1990)
- Zur Stadt Paris (1993) - À la ville de Paris (Éd. d'En-bas, 1996)
- Gegen unseren Briefträger konnte man nichts machen. (1995)
- Die Totaldemokraten (1998)
- Cherubin Hammer und Cherubin Hammer (1999) - Chérubin Hammer et Chérubin Hammer (Éd. Héros-limites, 2013)
- Alles von mir gelernt (2000)
- Eisenbahnfahren (2002)
- Doktor Schleyers isabellenfarbige Winterschule (2003)
- Das süsse Gift der Buchstaben (2004)
- Wo wir wohnen (2004)
- Cherubin Hammer und Cherubin Hammer (2005)
- Kolumnen, Kolumnen (2005)

## Prix et distinctions
- 1965 : Prix du « Groupe 47 »[1]
- 1970 : Prix du livre allemand pour la jeunesse[1]
- 1981-1982 : Stadtschreiber von Bergen (de) (bourse)
- 1985 : Membre de l'Académie des arts de Berlin[5]
- 1986 : Prix Johann Peter Hebel du Land de Bade-Wurtemberg[1]
- 1987 : Prix Schiller[1]
- 1996 : Mainzer Stadtschreiber[réf. nécessaire]
- 1999 : Prix Gottfried-Keller[4]
- 2000 : Prix européen de l'essai Charles Veillon[1] et Prix littéraire de Cassel[réf. nécessaire]
- 2004 : Docteur honoris causa en théologie[réf. nécessaire] de l'Université de Bâle[1]
- 2012 : Grand Prix Schiller[1]

## Fonds d'archives
Son fonds d'archives se trouve aux Archives littéraires suisses à Berne.